# 짐바브웨 로디지아
짐바브웨 로디지아(영어: Zimbabwe Rhodesia)는 1979년 6월 1일부터 1979년 12월 12일까지 로디지아가 흑인의 정치 참여를 인정하고 확대하면서 사용한 명칭이다.
1978년 3월 3일 로디지아 정부와 아프리카 민족주의 진영 간에 체결된 솔즈베리 협정에 따라 신설되었으며 1979년 4월에는 총선거가 실시되었다. 짐바브웨 로디지아는 1979년 12월 12일을 기해 영국의 식민지인 남로디지아로 복귀했고 1980년에 짐바브웨로 독립하게 된다.

## 같이 보기
- 남로디지아
- 로디지아 니아살랜드 연방
- 짐바브웨의 역사
- 짐바브웨
- 로디지아